# فروشت
فروشت (به آلمانی: Frücht) یک شهر در آلمان است که در Verbandsgemeinde Bad Ems واقع شده‌است. فروشت ۶۰۰ نفر جمعیت دارد.